# Dias de Nietzsche em Turim
Dias de Nietzsche em Turim é um filme brasileiro de 2001, do gênero drama biográfico, dirigido por Júlio Bressane.

## Sinopse
A recriação do período entre abril de 1888 e janeiro de 1889, em que o filósofo alemão Friedrich Nietzsche (1844-1900) viveu na cidade de Turim, na Itália. Foi lá que Nietzsche escreveu alguns de seus textos mais conhecidos, como "Ecce Homo", "Crepúsculo dos Ídolos" e "Ditirambos de Diónisos" e entregou-se totalmente às suas próprias ideias, envolvendo-se com a arte, a ciência e sua própria vida.

## Elenco
- Fernando Eiras.... Friedrich Nietzsche
- Paulo José.... Richard Wagner
- Mariana Ximenes.... Eva Von Bülow
- Leandra Leal.... Isolda Von Bülow
- Tina Novelli
- Paschoal Villaboin
- Isabel Themudo

## Recepção
Inácio Araújo em sua crítica para a Folha disse que "a impressão é que se trata de um filme-manifesto. (...) Nietzsche representa aqui o homem além da particularidade nacional (...) Filme significativo, "Dias de Nietzsche" talvez sofra pela extrema abstração. Cada imagem, cada palavra (ou signo, preferiria seu autor) parece nos remeter a outro lugar."